# Quattrocento

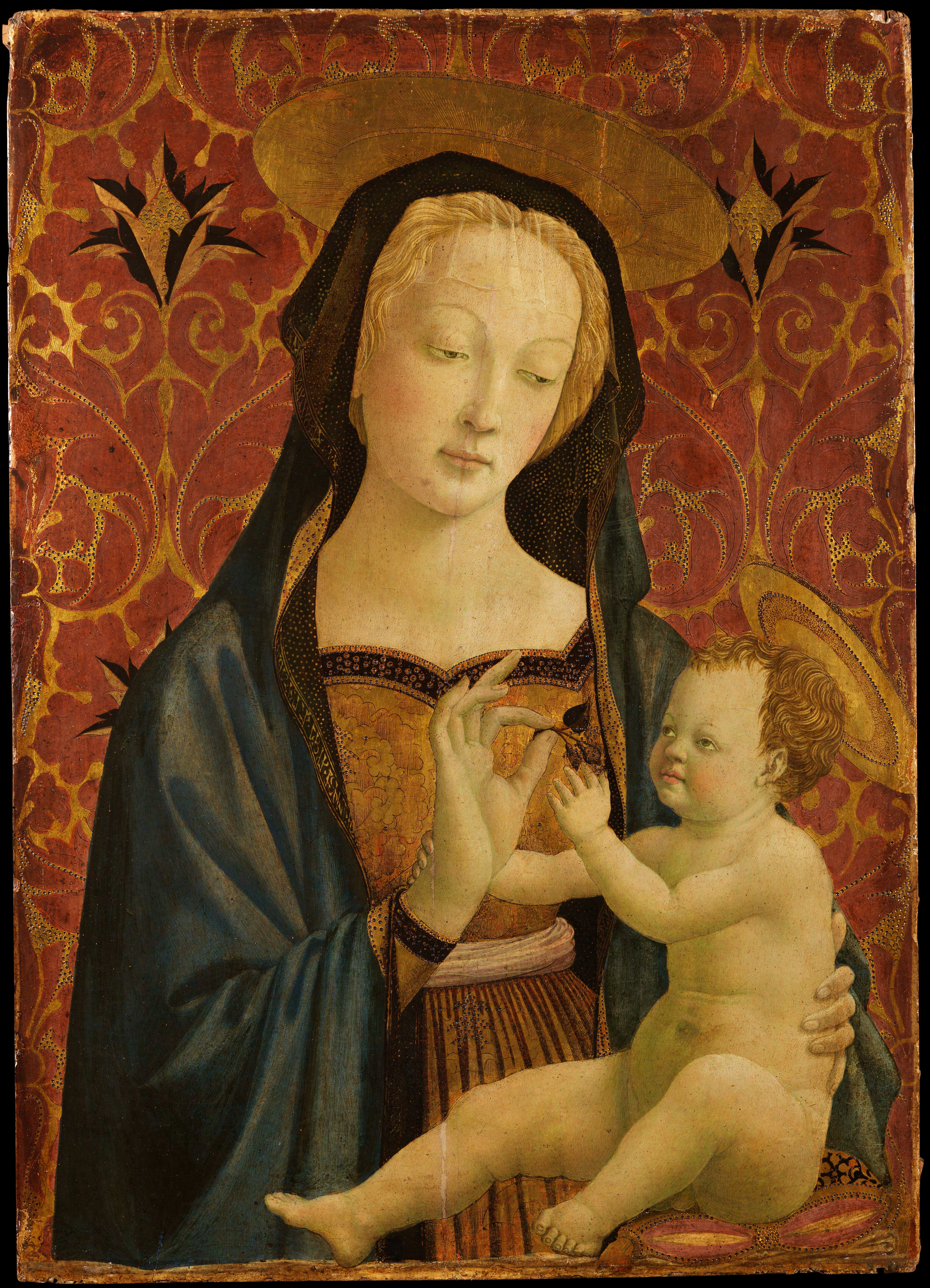
Verge i nen, obra de Domenico Veneziano
(Gran ducat de Florència)

El Quattrocento, paraula italiana que significa 'quatre-cents', és un dels períodes del panorama artístic europeu. Se situa al llarg de tot el segle xv i és la primera fase del moviment conegut com a Renaixement.
Així, s'anomena també «primer Renaixement», o «Renaixement primerenc» o «baix Renaixement», i s'ubica a Itàlia -encara que es parla també d'un Renaixement nòrdic, però el Renaixement nòrdic, si bé és coetani a l'italià, té expressions formals i conceptuals molt diferents del Quattrocento.

## Origen
Els Mèdici, dinastia de mecenes i col·leccionistes, permeten el desenvolupament del Renaixement des de la ciutat de Florència amb la seva riquesa i el seu poder.
- Amb la caiguda de Constantinoble, savis i artistes romans d'Orient fugen dels turcs otomans i viatgen cap a Itàlia per instal·lar-se en les riques ciutats estat com Florència o la "Sereníssima República de Venècia". També s'inclouen els Estats Pontificis en aquesta dinàmica. Cada potestat paga per obres de belles arts amb temes religiosos primordialment.

- L'acumulació de riqueses en els burgs italians al llarg de l'edat mitjana a causa de la situació privilegiada de la península Itàlica per a les rutes comercials del Mediterrani va possibilitar una abundància de diners i d'informació cultural. La indústria tèxtil italiana va desenvolupar nous teixits que va poder exportar al llevant emprant llana italiana i espanyola.[3]

En aquesta abundància està l'origen de tot un moviment a favor de les arts a la "bota" italiana. Els papes financen també l'embelliment de la ciutat del Vaticà per sobre de la ciutat dels emperadors romans: volta de la capella Sixtina.
- Com a part d'aquest procés, els tallers de mestres ensenyen a nombrosos deixebles; els deixebles de vegades pinten les seves cares (vegeu el Bacco de Caravaggio).
- Michelangelo Merisi, més conegut com el "Caravaggio", és posterior al Quattrocento.

En aquesta època, apareix la figura de l'artista genial, per la qual cosa s'abandona definitivament l'anonimat, i sorgeix el taller del mestre, que és qui rep els encàrrecs dels clients. L'ésser humà és l'obra més perfecta de Déu. Es pinta la figura humana independentment del que representi. L'art que es crea en aquesta època és de major qualitat respecte a l'anomenat Trecento. En aquest art, s'evolucionen tècniques de pintura, i s'aconsegueix la perspectiva; en escultura, es torna a la imitació de la clàssica grega i romana, i respecte a l'arquitectura hi ha un retorn a les línies de l'art grec i romà. En general, aquest art és de línies més pures que el seu predecessor europeu, el gòtic, i és de menor mida i major simplicitat.

## Arquitectura

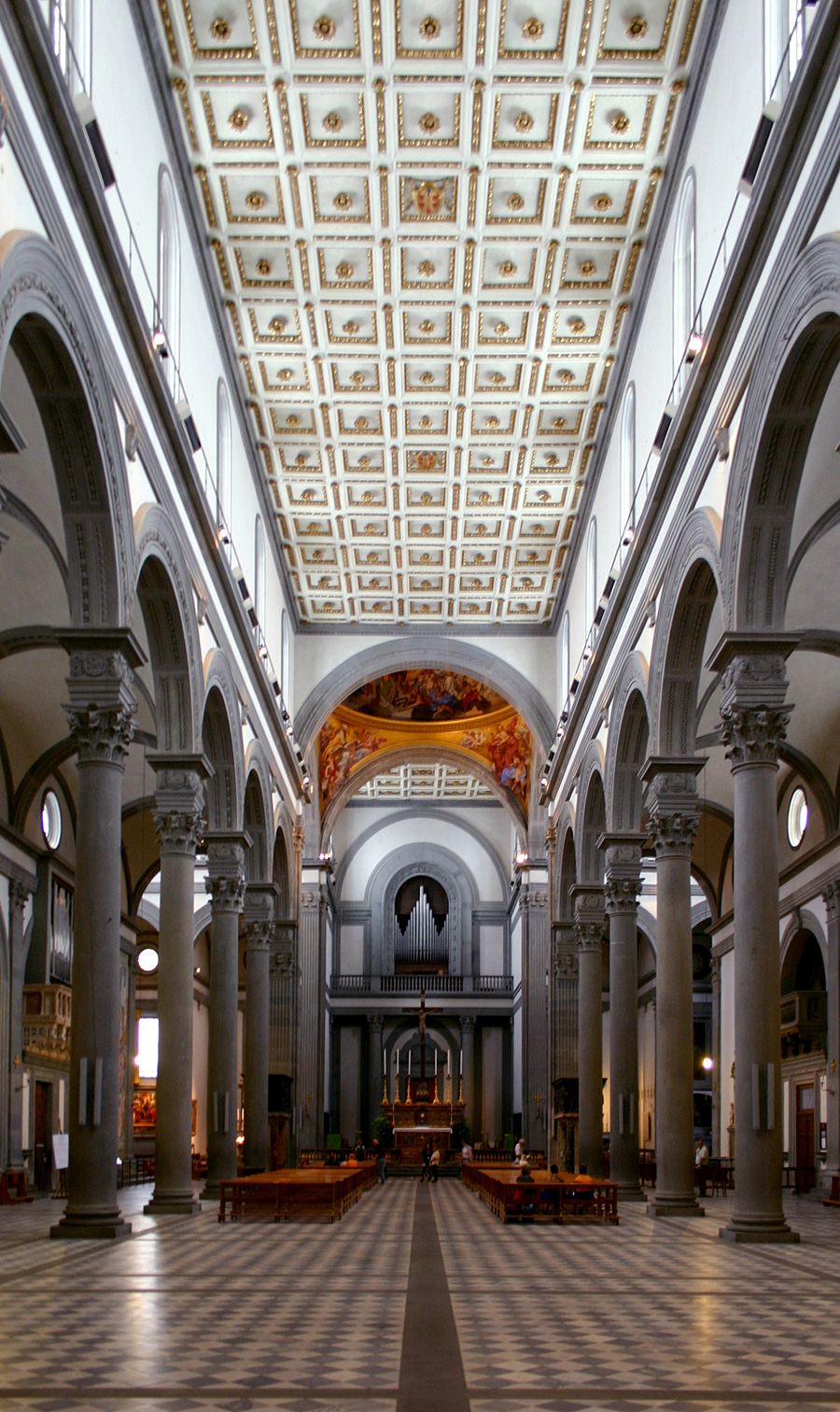
Basílica de San Lorenzo, obra de Filippo Brunelleschi
(Florència)

A Florència, a causa de la crisi originada per la pesta del 1348 hi havia tot un conjunt d'obres, iniciades al s. XIV en estil gòtic, que havien quedat inacabades. Una vegada finalitzada la crisi, els gremis, les autoritats comunals i les grans famílies destinaren recursos financers a l'acabament d'aquestes obres.
L'arquitectura és la manifestació artística en què es veu més clarament la influència de l'antiguitat clàssica en dos aspectes:
- La utilització dels elements formals de l'art grec i romà.
- La racionalització de l'espai.

Quant als aspectes formals, es tornen a utilitzar els ordres clàssics definits per Vitrubi, l'arc de mig punt i la cúpula de mitja esfera, l'aquitrau, els entaulaments i els frontons; les voltes es decoren amb cassetons, etc.
Quant a la concepció espacial, l'edifici es concep com una unitat. Es dona molta importància a les formes geomètriques bàsiques: el cercle i el quadrat, l'esfera i el cub.
A diferència del gòtic, el mur recupera la seva importància com a superfície massissa articulada per pilastres, cornises, columnes, etc.
Finalment, l'arquitectura del Renaixement té un fort caire teòric. Els tractats són fruit dels estudis previs en què la perspectiva és fonamental.
Els màxims exponents d'aquesta època són:
- Filippo Brunelleschi (1377-1446).
- Leon Battista Alberti (1404-1472). Encara que també hi destaquen Michelangelo Buonarroti i Benedetto da Maiano.

## Escultura

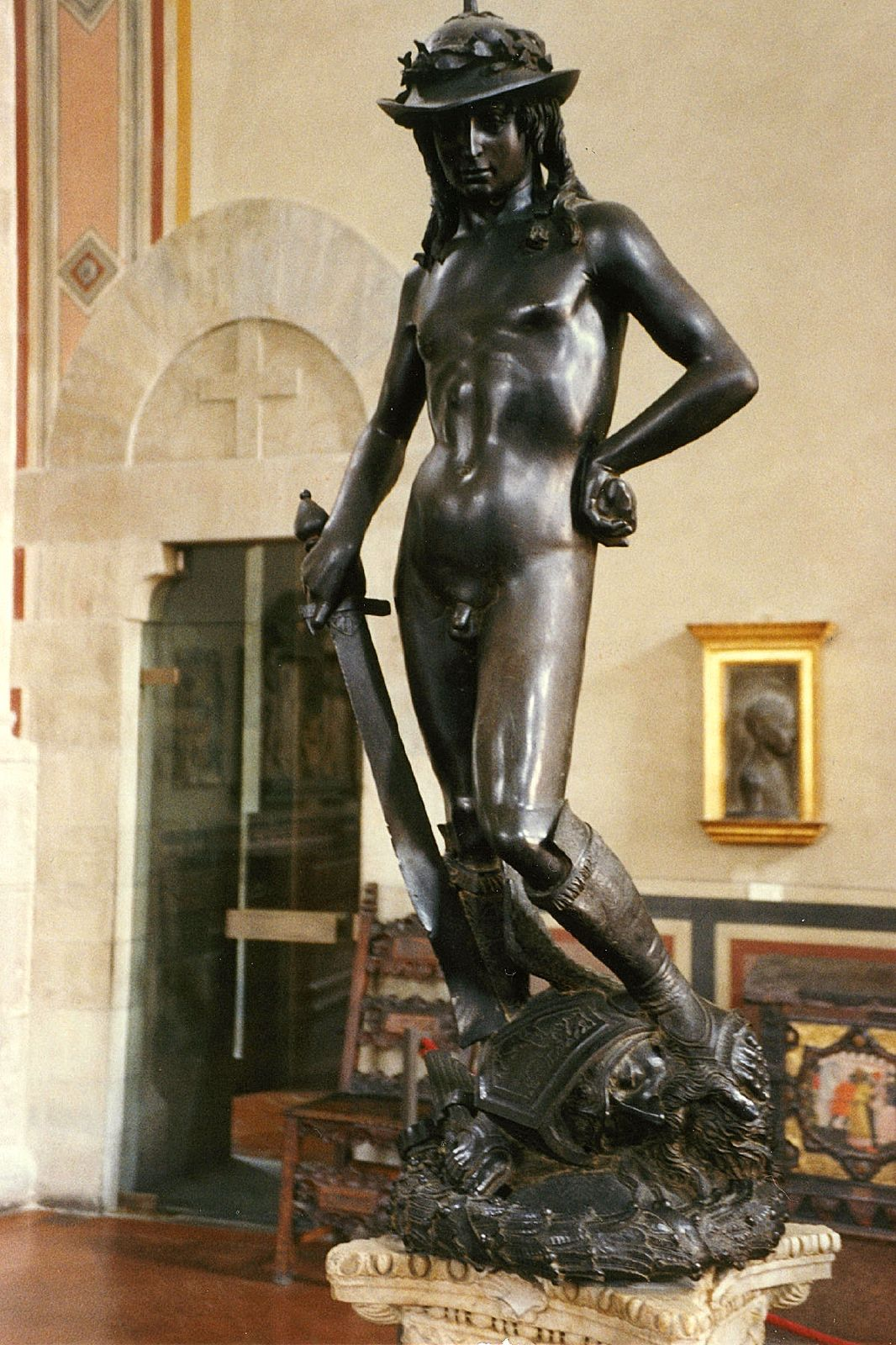
David, obra de Donatello
(Museu del Bargello, Florència)

És en l'escultura on es manifesta més aviat el classicisme renaixentista. No es podien prendre els edificis clàssics com a model perquè la seva funció era diferent i no es tenien referents pictòrics més enllà de les descripcions dels escriptors clàssics. Però, l'escultura antiga era prou abundant i responia molt bé a la consideració de la natura com a referent, a banda de ser autònoma respecte al marc arquitectònic, que és un dels aspectes més importants de l'escultura renaixentista.
L'interés dels escultors renaixentistes se centra clarament en l'escultura exempta, cosa que no vol dir que el relleu escultòric desaparegui, ja que una altra de les aportacions cabdals de l'escultura del Quattrocento és l'aplicació de la perspectiva al relleu.
Quant als aspectes formals, l'escultor renaixentista es decanta clarament cap al motiu bàsic de l'escultura clàssica: la figura humana. Recupera la representació del cos nu, plasmant l'anatomia, el moviment del cos i la seva relació amb l'espai. Les imatges religioses, els monuments funeraris i el retrat són els gèneres en què es concreten les noves formes de representació.
Els materials i les tècniques són molt diversos. El marbre i el bronze són molt preuats, sense deixar de banda l'alabastre o la terracota esmaltada.
Entre els escultors del Quattrocento destaquen:
- Lorenzo Ghiberti (1378-1455), amb els relleus de la porta Nord i de la porta Est, la porta del Paradís del baptisteri de Florència.
- Donato di Niccolo, Donatello (1386-1466).
- També és interessant l'obra de Lucca della Robbia (1400-1482) i Andrea Verrocchio (1435-1525).

## Pintura

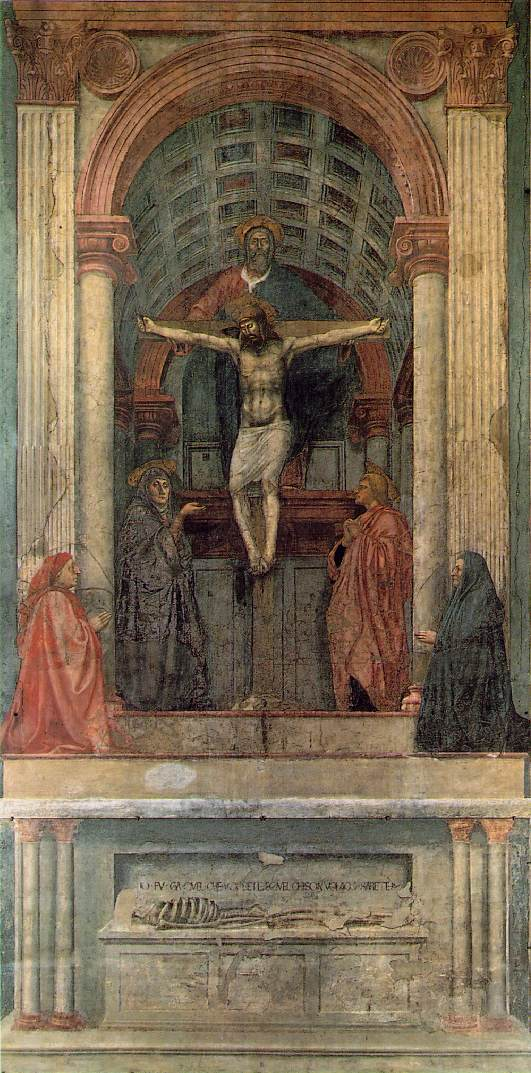
Trinità, obra de Masaccio
(església de Santa Maria del Carmine, Florència)

Els referents de la pintura del Quattrocento són dos:
- Giotto di Bondone com a punt de partida per a representar el món com és en la realitat.
- L'antiguitat clàssica, encara que el coneixement que en tenien era més literari que real.

D'aquests dos referents, en deriven les característiques pròpies de la pintura del Quattrocento:
- Perspectiva lineal.
- Volum en les figures i domini de l'escorç.
- Encara que la pintura religiosa continua sent important, hi apareixen nous gèneres i temes: retrat, al·legoria, paisatge i temes mitològics.
- Les tècniques també evolucionen tant pel que fa als suports -el llenç cada vegada és més important- com pel fa a les tècniques pictòriques, amb la introducció de la pintura a l'oli, barreges de tremp i oli, i vernissos.
- Utilització de gradacions tonals en els colors per a crear efectes de llum i ombra.

El naixement de Venus, obra de Sandro Botticelli
(Galeria dels Uffizzi, Florència)

Malgrat que la pintura del Quattrocento presenta una gran diversitat, de manera força esquemàtica podem distingir dues línies d'evolució:
1. Els pintors que mostren una preocupació fonamental pel problema de la perspectiva i de la corporeïtat de les figures, com Masaccio (1401-1428), Paolo Uccello (1397-1475), Piero della Francesca (1415-1492) i Andrea Mantegna (1430-1506).
2. Els pintors que donen prioritat a la claredat de la línia, a les formes suaus i nítides com Fra Angelico (1400-1455), Filippo Lippi (1406-1469), Sandro Botticelli (1444-1510) i Domenico Ghirlandao (1449-1494).